# سائل عابر للخلايا
السائل العابر للخلايا هو ذلك الجزء من إجمالي ماء الجسم الموجود داخل الفراغات المنتظمة الظهارية. فهو أصغر مكون من السائل خارج الخلوي, الذي يضم أيضًا السائل الخلالي والبلازما. ولا يتم غالبًا حساب السائل العابر للخلايا باعتباره جزءًا من السائل خارج الخلوي، ولكنه يشكل ما يقرب من 2.5 في المائة من إجمالي ماء الجسم. ومن أمثلة هذا السائل السائل الدماغي الشوكي والسائل العيني وسائل المفاصل وبول المثانة.

## التركيب
نظرًا لاختلاف موقع وجود السائل العابر للخلايا، فإن تركيبه يختلف اختلافًا كبيرًا. ومن أمثلة الكهارل الموجودة في السائل العابر للخلايا أيونات الصوديوم وأيون الكلوريد وأيونات بيكربونات.

## الوظيفة الفسيولوجية
يقوم السائل العابر للخلايا أيضًا بوظائف مختلفة. حيث يقوم في المفاصل بوظيفة التزليق، بينما يسمح البول بإخراج الكهارل والجزئيات من الجسم.